# Buda-Brovahivska, Korsun-Șevcenkivskîi
Buda-Brovahivska (în ucraineană Буда-Бровахівська) este un sat în comuna Brovahî din raionul Korsun-Șevcenkivskîi, regiunea Cerkasî, Ucraina.

## Demografie
Componența lingvistică a localității Buda-Brovahivska
     Ucraineană (100%)
Conform recensământului din 2001, toată populația localității Buda-Brovahivska era vorbitoare de ucraineană (100%).